# Plegafulles de Santa Marta
El plegafulles de Santa Marta (Clibanornis rufipectus) és una espècie d'ocell de la família dels furnàrids (Furnariidae).

## Hàbitat i distribució
Habita la selva pluvial de la Sierra Nevada de Santa Marta al nord de Colòmbia